# Нёггерат, Ханс Якоб
Ханс Якоб Нёггерат (нем. Hans Jakob Noeggerath; 20 октября 1908, Мюнхен — 3 сентября 1934, Сант-Антонио-Абад, остров Ивиса) — немецкий фольклорист. Сын Феликса Нёггерата.

## Биография
Учился в Берлинском университете у Эрнста Гамильшега. В 1932 г. отправился на остров Ивиса для сбора фольклорного материала и выучил местный диалект. Вместе с ним на острове поселился и его отец, а вслед за ним — и друживший с его отцом Вальтер Беньямин. Все они предпочли некоторое время не возвращаться в Германию на фоне прихода к власти национал-социалистов. Нёггерат-младший много общался с Беньямином, при посредничестве Беньямина две записанные им сказки были опубликованы в немецком переводе в берлинском журнале Atlantis. Научным консультантом молодого учёного выступал барселонский специалист Изидор Макабич.
После неожиданной смерти Нёггерата-младшего от тифа его отец передал собранный им фольклорный материал каталанскому писателю Жозепу Роуре-и-Торренту, который отобрал из него ещё 14 разножанровых сказок, обработал их и в 1948 году опубликовал под названием «Сказки Ивисы» (кат. Contes d'Eivissa), с предисловием Жозепа Карнера.